# Runda bordet
För andra betydelser, se Runda bordet (olika betydelser).

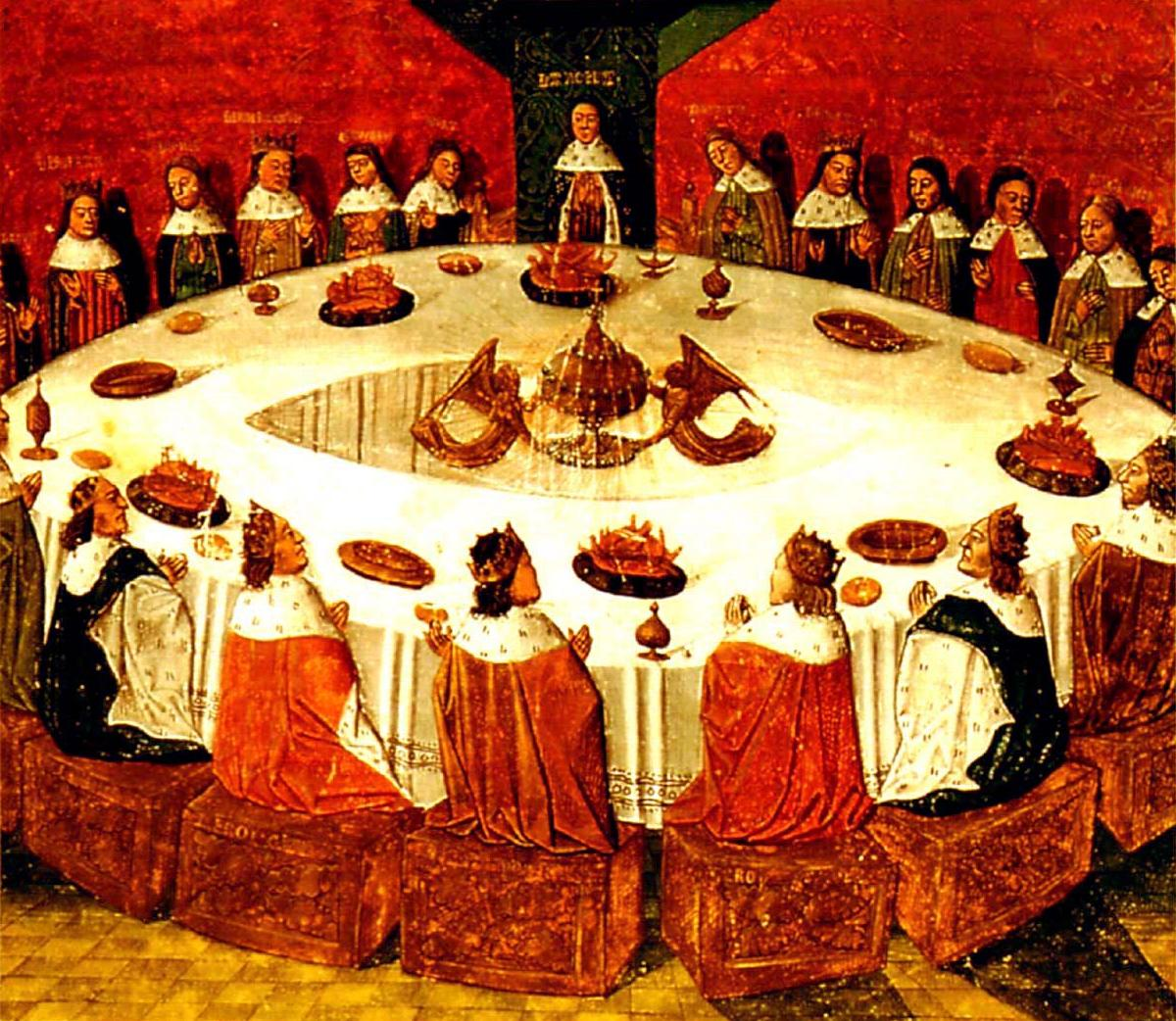
Kung Artur och riddarna runt det runda bordet

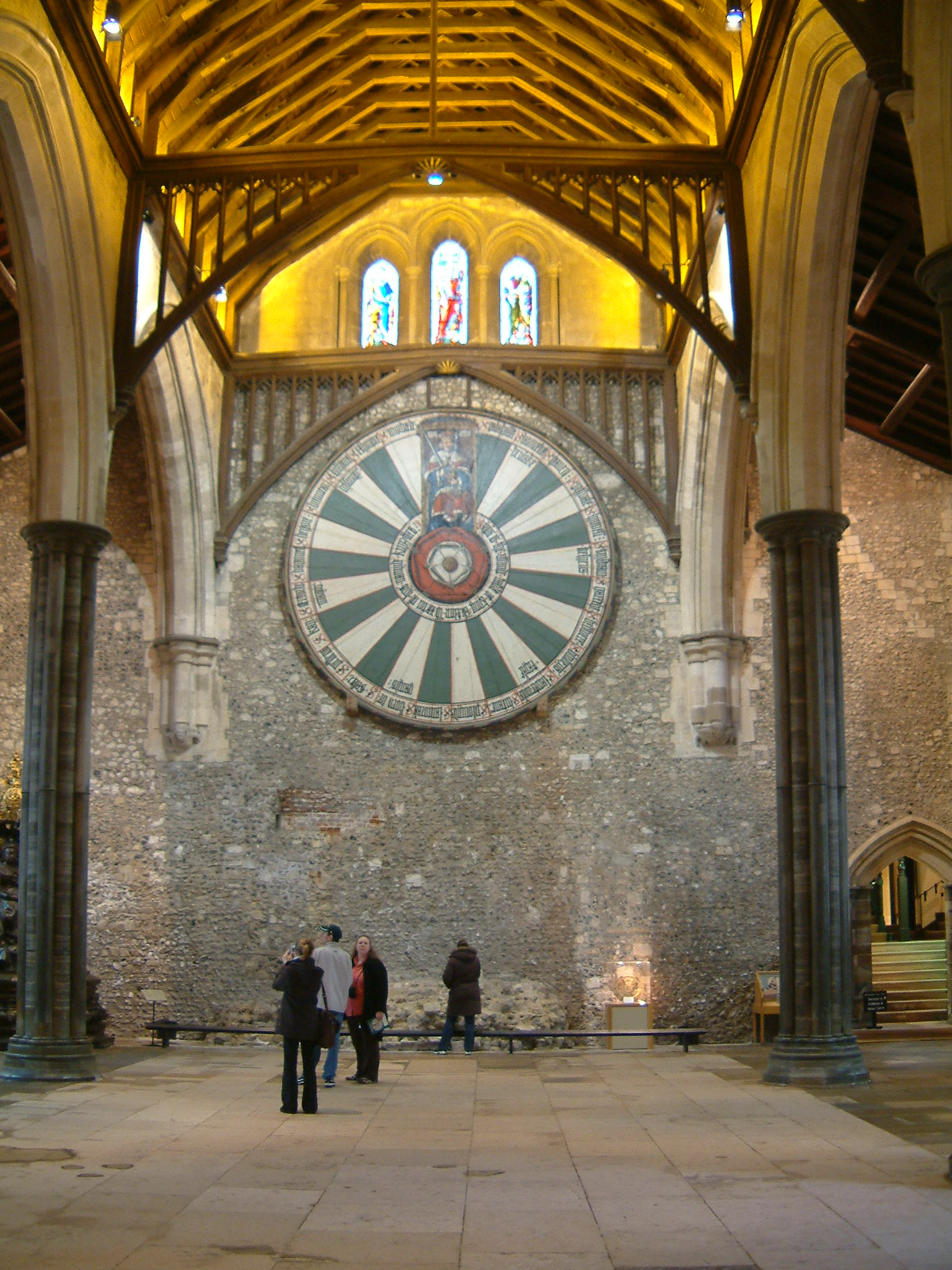
Ett bord som har påståtts vara Runda bordet hänger på väggen i The Great Hall i Winchester, Storbritannien.

Runda bordet är ett runt bord av trä som förekommer i legenden om Kung Artur och hans riddare.
Enligt sägnen skall bordet ha tillverkats av trollkarlen Merlin vid Carduel för Uther Pendragon, som skall ha varit far till Kung Artur. Uther gav bordet till kung Leodegraunce av Camellard som i sin tur gav bordet till Artur, när denne gifte sig med dennes dotter, Guenever.
Bordet var runt till formen, för att undvika avundsjuka i förhållande till hur man var placerad; bordet rymde 150 riddare plus ytterligare en plats som var ämnad för den heliga graal ("saint-graal"). Första gången bordet omnämndes var i poeten Robert Waces Roman de Brut (1155) och detaljerna om bordet beskrevs i Thomas Malorys Morte d'Arthur (cirka 1470).
Det bord som är upphängt på en vägg i stora salen i slottet i Winchester (alldeles intill katedralen i Winchester), ansågs som forntida redan under kung Henrik III av Englands dagar, men bordets historia är okänd. Det är tillverkad av kilformade ekplankor, mäter 6 meter i diameter, är 7,5 cm tjockt och väger ett ton. Där finns emellertid endast plats för tolv riddare. Henrik VIII lät måla bordet i kungahuset Tudors färger och en Tudorros i mitten.